# درسدن (میزوری)
درسدن (به انگلیسی: Dresden) یک منطقهٔ مسکونی در ایالات متحده آمریکا است که در شهرستان پتیس، میزوری واقع شده‌است. درسدن ۲۴۹ متر بالاتر از سطح دریا واقع شده‌است.